# 乔治·约翰斯通·斯托尼
乔治·约翰斯通·斯托尼（1826年2月15日—1911年7月5日），是一位爱尔兰物理学家，曾提出“电子”这一术语，并发现了波江座的透鏡狀星系NGC 1323。乔治·约翰斯通·斯托尼所在的斯托尼家族是一个古老的盎格鲁-爱尔兰家族。